# Burg Bichishausen
Die Burg Bichishausen ist eine Burgruine zwischen Münsingen und Zwiefalten in Baden-Württemberg.

## Lage
Die Ruine der Felsenburg befindet sich bei 640 m ü. NHN auf der Schwäbischen Alb im Lautertal. Sie markierte die Grenze zwischen Württemberg und Fürstenberg. Im Verlauf der Lauter befinden sich in Sichtkontakt elf Burgen.

## Geschichte

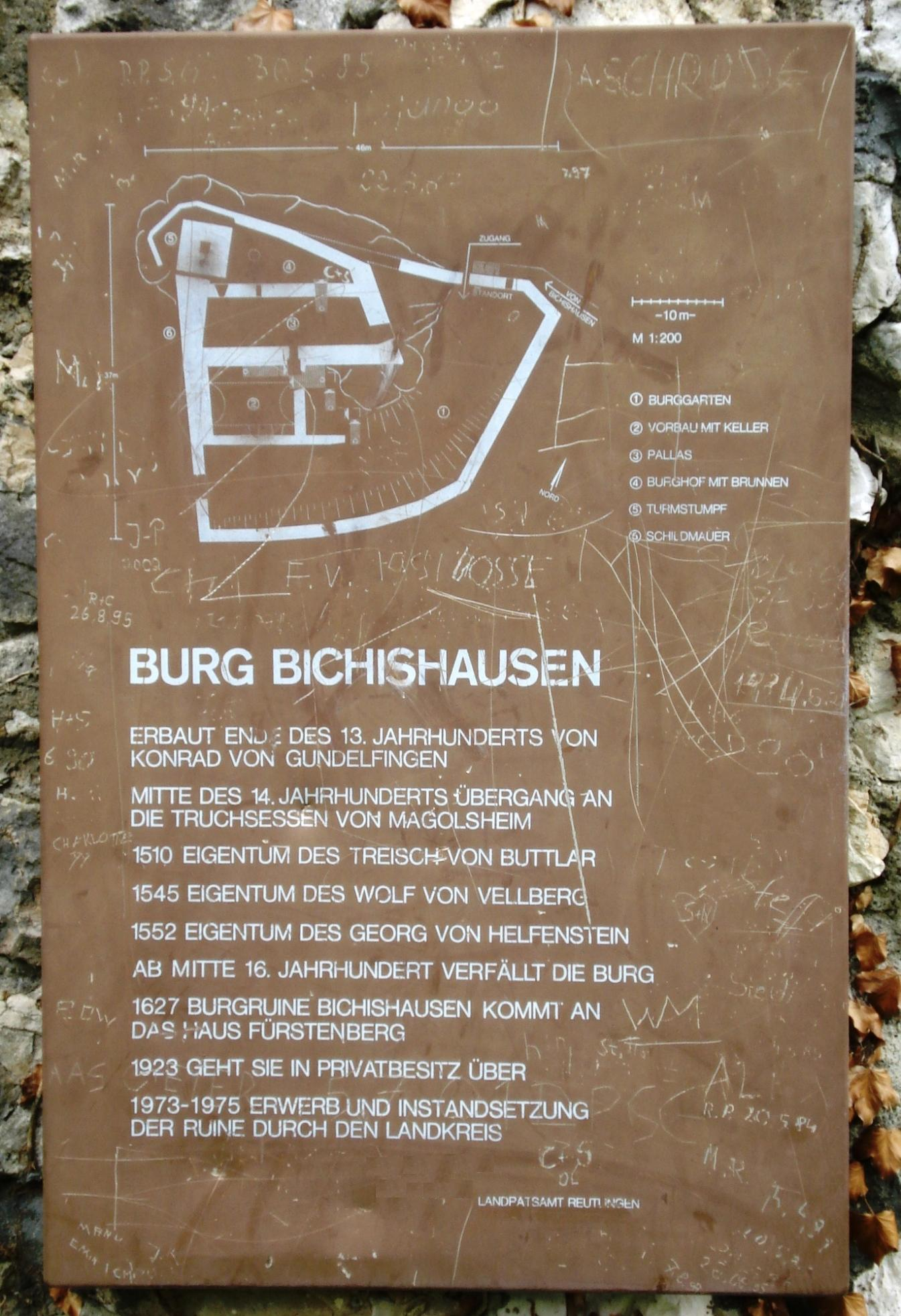
Infotafel an der Burg Bichishausen – Daten zur Geschichte, Grundriss und Erläuterungen

Das Anwesen gehörte im 11. Jahrhundert den Grafen von Achalm und ab dem 13. Jahrhundert den Gundelfingern. Die Burg wurde in der ersten Hälfte des 13. Jahrhunderts erbaut, vermutlich von Swigger IV. von Gundelfingen oder Konrad II., dem späteren württembergischen Landrichter. Eine Notiz von 1306 bezeugt, dass ein Turm um 1300 abgerissen wurde, „um seine eigene Burg fester zu machen“. In dieser Zeit ist der völlige Neubau der Burg mit der Erbauung der wuchtigen Schildmauer anzusetzen. Eine typische Schildmauerburg mit zwei Burghöfen entstand. Bei der Restaurierung der Burg 1973 fand man den Stumpf des Bergfriedes aus dem 13. Jahrhundert.
Anno 1372 kämpfte ein Kuno Truchsess von Bichishausen auf württembergischer Seite in einer Schlacht gegen die Reichsstadt Reutlingen und fiel. Etwa Mitte des 14. Jahrhunderts, möglicherweise nach dem Tod des letzten Truchsess von Bichishausen, erwarben die Truchsessen von Magolsheim die Burg. Auf dem Erbweg ging die Burg, nach dem Tod der letzten Truchsessen, 1510 an die Familie Buttlar über. Heinrich Treisch von Buttlar, kaiserlicher Rat und Teilnehmer an den Türkenkriegen, ließ die Burg den Wohnansprüchen seiner Zeit anpassen und die Zwingermauern errichten. Seine Frau Anna, geborene Truchsessin von Ringingen, starb 1545. Nach ihrem Tod verfiel die Anlage allmählich. Als Besitzer folgten 1545 Wolf von Vellberg, 1552 Graf Georg II. von Helfenstein und 1627 der Fürst von Fürstenberg.
Die Burg wurde im 17. Jahrhundert zerstört. Im Jahr 1923 ging sie in Privatbesitz und 1972 an den Landkreis über. Zwischen 1973 und 1975 wurde die Anlage restauriert.

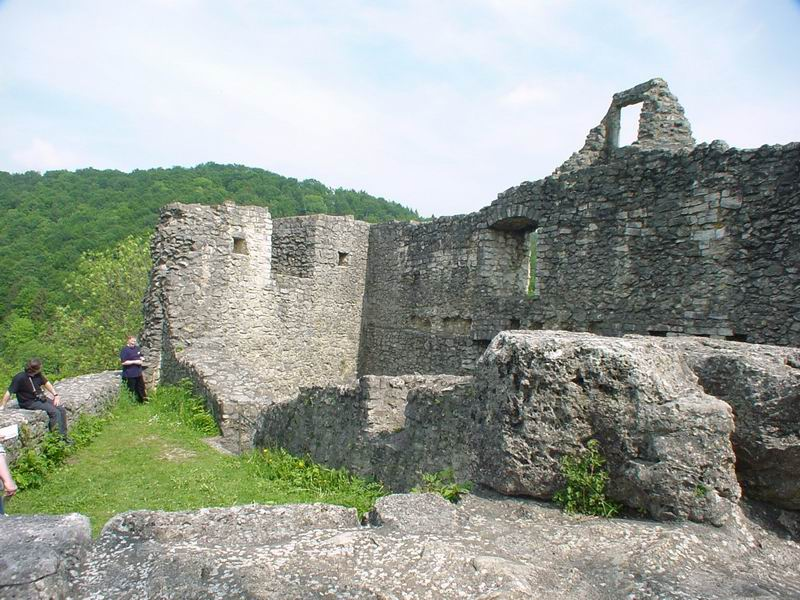
Hof der Oberburg
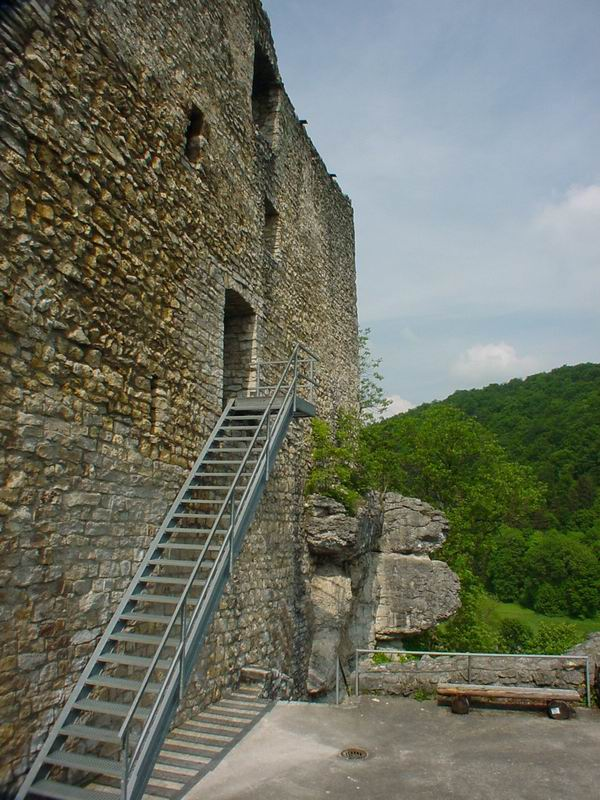
Zugang zur Oberburg